# Paul Cérésole
Paul Cérésole (ur. 16 listopada 1832, zm. 7 stycznia 1905 w Lozannie) – szwajcarski prawnik i polityk, członek Rady Związkowej od 1 lutego 1870 do 21 grudnia 1875. Kierował następującymi departamentami:
- Departament Finansów (1870 – 1871)
- Departament Obrony (1872)
- Departament Polityczny (1873)
- Departament Sprawiedliwości i Policji (1874 – 1875)[1]

Był członkiem Radykalno-Demokratycznej Partii Szwajcarii.
Pełnił funkcję wiceprezydenta Konfederacji na rok 1872 i prezydenta na rok 1873.